# Linea di successione al trono del Messico

Lo stemma della monarchia messicana.

Dalla deposizione di Massimiliano I, la linea di successione al trono del Messico è stata seguita attraverso i figli adottivi di Massimiliano.
Attualmente il pretendente al trono imperiale del Messico è Maximilian von Götzen-Itúrbide, nato nel 1944, il quale reclama il trono dalla morte di sua nonna Maria Josepha Sophia de Iturbide, figlia di Salvador de Iturbide y de Marzán, il figlio adottivo di Massimiliano I.

## Linea di successione
La linea di successione a Maximilian von Götzen-Itúrbide è attualmente:
1. Don Ferdinand Leopold Maximilian Gustav Salvatore von Götzen-Itúrbide, nato nel 1992.
2. Doña Emanuela Charlotte Maria Helena von Götzen-Itúrbide, nata nel 1998.
3. Doña Emanuela von Götzen-Itúrbide, nata nel 1945.
4. Nicholas MacAulay, nato nel 1970.
5. Edward MacAulay, nato nel 1973.
6. Augustin MacAulay, nato nel 1977.
7. Patrick MacAulay, nato nel 1979.
8. Philip MacAulay, nato nel 1981.
9. Camilla MacAulay, nata nel 1972.
10. Gizella MacAulay, nata nel 1985.